# Serin/threonin kináza

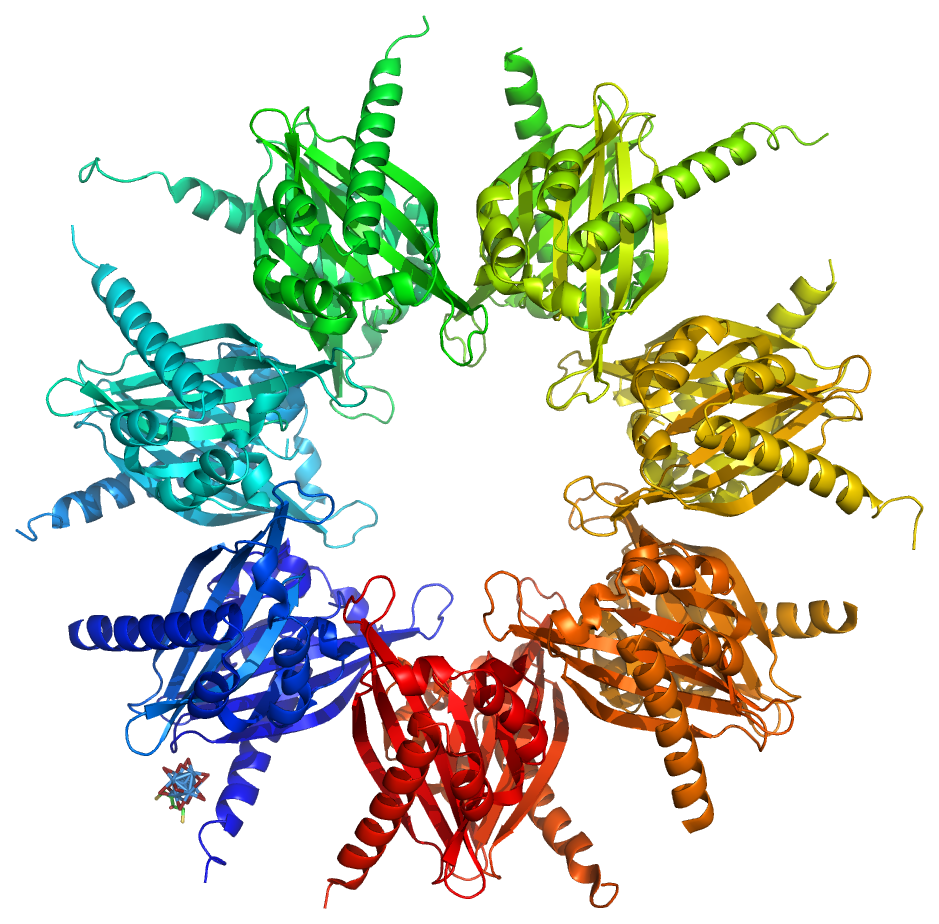
Calcium/calmodulin-dependentní proteinkináza II (CaMKII); příklad serin/threonin kinázy

Serin/threonin kináza (STK) je proteinkináza, která katalyzuje fosforylaci (přidání fosfátové skupiny) na serinové či občas i threoninové zbytky bílkovin. Jedná se o nejčastější typ proteinkináz vůbec (až v závěsu jsou tyrosinkinázy).
Mezi serin/threonin kinázy patří namátkou TGFβ receptory, MAP kinázy, LRR serin/threonin receptorové kinázy rostlin, proteinkináza A, B i C a další. V lidském genomu jsou až stovky serin/threonin kináz, jedna studie například zkoumala 125 různých enzymů tohoto typu. Hrají obecně důležitou roli v udržování homeostáze buňky a v buněčné signalizaci. Jsou schopné fosforylovat různé transkripční faktory, regulátory buněčného cyklu a obrovské množství dalších cytoplazmatických i jaderných proteinů. Mutace a špatná regulace serin/threonin kináz, například MAP kináz, je spojována se vznikem nádorového bujení.